# スナボー
スナボー（デンマーク語: Sønderborg [ˈsønɐˌpɒˀ]）は、デンマークの南デンマーク地域にある町。スナボー市の市庁所在地、ならびに最大の町である。人口は2万7766人（2022年1月1日）。ドイツ語名はゾンダーブルク (Sonderburg [ˈzɔndɐbʊʁk] ( 音声ファイル)) 。

## 現況
町内にはスナボー城やデンマーク陸軍の軍曹学校、サンビェアウ屋敷がある。中心部のスナボー城には地域の文化や歴史に焦点をあてた博物館が併設され、年中公開されている。サンビェアウ屋敷は歴代のスナボー公が代々所有していたが、1954年にレーヴェントロウ家からオーフス大学に寄贈された。また、アルス湾の中ほどには1906年にドイツ軍が築いた、城のようなかつての兵営があり、陸軍の士官学校に利用されている。
スナボーの旧市街はアルス島にあるが、本土のユトランド半島側もデュベル砦あたりまで市街が広がっている。

## 地理
スナボーは、狭あいなアルス海峡の両岸に築かれた町である。1978年から1981年に建設されたアルス海峡大橋 (682m) と、1925年から1930年に建設されたクリスチャン10世橋 (331m) の二本の橋が架かる。

## 歴史
1864年の第二次シュレースヴィヒ＝ホルシュタイン戦争までシュレースヴィヒ公国領であったスナボーの歴史は、正確にはシュレースヴィヒ＝ホルシュタインの歴史に帰属する（シュレースヴィヒ＝ホルシュタイン問題）。北シュレースヴィヒ（後のスナユラン県）のデンマークへの割譲が決まった1920年の国民投票では、市民の43.8%がデンマークへの割譲に、56.2%がドイツ残留に票を投じた。
1940年4月9日、ナチス・ドイツがデンマークに侵攻。市内は即日ドイツ軍に占領された。

## 経済
航空会社のキンバー・スターリングが本社を置いていた。

## 教育
南デンマーク大学のキャンパスがある。

## 出身有名人
- アナス・ハンセン - ゴルファー
- スーネ・ローセ・ヴァグナー - シンガーソングライター
- ラース・クリスチャンセン - ハンドボール選手

## ギャラリー

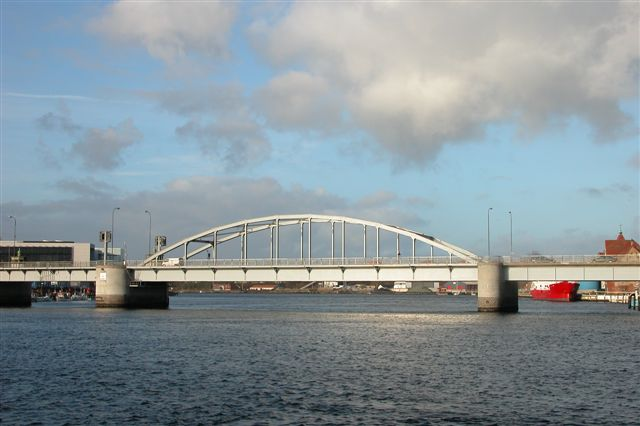
クリスチャン10世橋
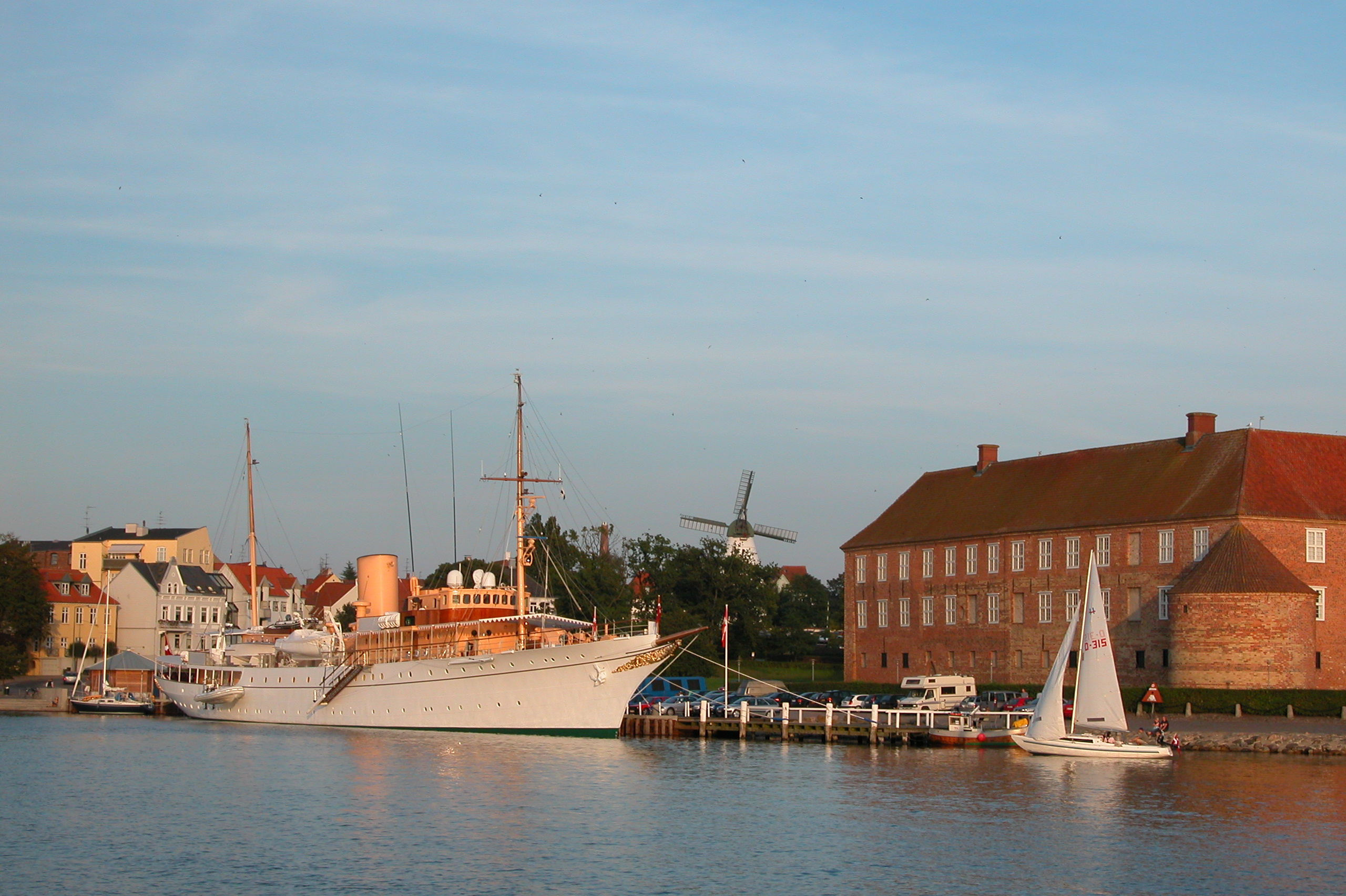
スナボー城と王室ヨット「ダネブロー」
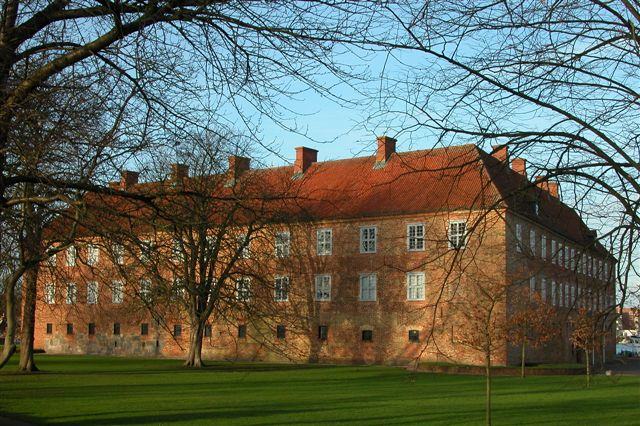
スナボー城

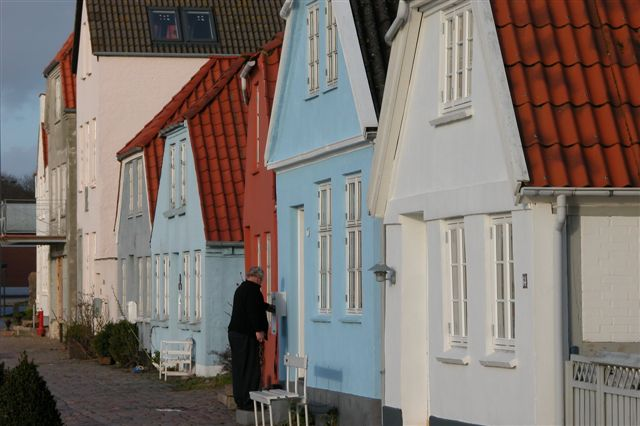
アルス海峡に面した住宅
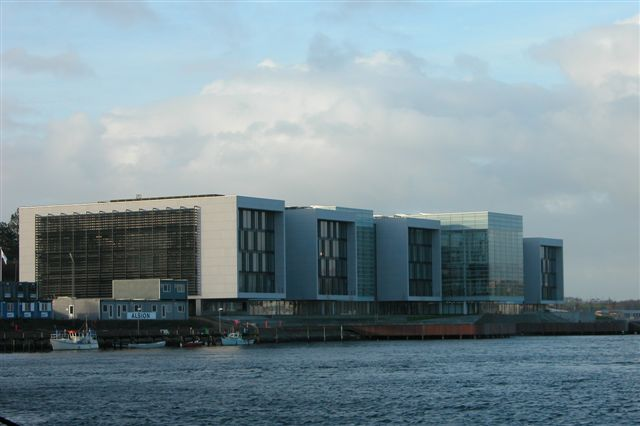
南デンマーク大学のキャンパス